# Сюжет для двух рассказов
«Сюжет для двух рассказов» — советский телефильм режиссёра Ольги Вихорковой 1991 года по рассказам А. П. Чехова «После театра» и «Володя».

## Сюжет
Первый сюжет «После театра» — о шестнадцатилетней Наденьке, которую одолевают сложные чувства: в неё влюблены два молодых человека — офицер Горный и студент Груздев.
Вторая история «Володя» — о семнадцатилетнем гимназисте, которого чувство к тридцатилетней кузине Нюте, появившееся у него не без её участия, приводит к трагедии.

## В ролях
- Наталья Рассиева — Наденька
- Дмитрий Черченко — Володя
- Марина Брусникина — Нюта
- Ия Саввина — Марья Леонтьевна, мать Володи
- Андрей Дубровский — Горный
- Александр Неменов — Груздев
- Ирина Новикова — мать Наденьки
- Лариса Жуковская — Лили Шумихина
- Елена Хромова — Евгения Андреевна
- Галикс Колчицкий — муж Нюты, архитектор
- Ирина Васильева — племянница

## Критика
Отстраненная «набоковская» интонация сделала на редкость удачной и эту изысканно-непритязательную экранизацию двух малоизвестных рассказов А. П. Чехова.
От наслоений «чеховско-атмосферных» штампов фильм почти избавлен благодаря размытому фокусу авторского зрения. К заразительному любованию в фильме летней среднерусской природой, подробной теснотой интерьеров и подвижной мимикой превосходных молодых актеров не имеет никакого отношения и господствующая традиция «клинического» истолкования чеховских ситуаций, в которых герои разного возраста находящиеся в латентной фазе отрочества, истязают друг друга по предсказуемым фрейдистским схемам.

Как видите, оказалось легче объяснить, чего в фильме нет: новизна предложенного открыто-ироничного взгляда действительно существенна и дает право на искренние комплименты.— журнал «Столица», 1992 год

## Награды
- Диплом за операторскую работу на фестивале в Пловдиве, Болгария.